# Antal Róka
Antal Róka (ur. 25 czerwca 1927 w Cașinu Nou w Rumunii, zm. 16 września 1970 w Siófok) – węgierski lekkoatleta, specjalista chodu sportowego, brązowy medalista olimpijski z 1952.
Na igrzyskach olimpijskich w 1952 w Helsinkach Róka zdobył brązowy medal w chodzie na 50 kilometrów. Na tym samym dystansie był trzeci podczas mistrzostw Europy w 1954 w Bernie. Na igrzyskach olimpijskich w 1956 w Melbourne zajął 5. miejsce w chodzie na 50 km.
Był mistrzem Węgier w chodzie na 10 kilometrów w 1951 oraz w chodzie na 50 km w latach 1949-1953 oraz w 1955.